# Le Courrier du Sud
Le Courrier du Sud est un tabloïd hebdomadaire francophone gratuit établit à Longueuil, au Québec. Le journal est distribué en ligne ainsi qu'en version imprimée dans 400 points de dépôt dans les villes de Longueuil (arrondissements du Vieux-Longueuil, de Saint-Hubert et de Greenfield Park), Brossard et Saint-Lambert. 
Le journal est une propriété de Gravité Média, qui possède aussi les hebdomadaires La Relève, Le Reflet, Le Soleil de Châteauguay et Le Journal Saint-François, ainsi que le média économique en ligne L'Information d'affaires d'ici.

## Histoire
Le Courrier du Sud est fondé en 1947 par Jean-Paul Auclair dans l'ancienne ville de Montréal-Sud en tant que journal bilingue (il était également connu à l'époque sous le nom de The South Courier).
En 1998, M. Auclair vend Le Courrier du Sud à Québecor, en même temps que trois autres hebdos aujourd'hui disparus (le Brossard Éclair, Le Journal de Saint-Hubert et le Magazine de Saint-Lambert). En 2013, Québecor vend ensuite à TC Media l'ensemble de ses 74 publications régionales, regroupées au sein de sa filiale Sun Media. À son tour, TC Media annonce en 2017 son intention de se départir de ses journaux régionaux, dont Le Courrier du Sud. C'est finalement Gravité Média qui fera l'acquisition du journal et de cinq autres publications quelques mois plus tard.
Le Courrier du Sud couvre l'actualité locale, notamment la politique, le développement urbain, la culture, la criminalité et d'autres sujets. Il a remporté plusieurs prix, dont des premières places aux Grands Prix des Hebdos en 2024 et en 2025.